# Castillos de cartón (película)
Castillos de cartón es una película de drama romántico española estrenada en 2009 y basada en la novela homónima de Almudena Grandes (2004). Está dirigida por Salvador García Ruiz y protagonizada por Adriana Ugarte, Nilo Mur y Biel Durán. Su primera aparición pública se produjo en la Semana Internacional de Cine de Valladolid 2009, (Seminci-09) y, un año más tarde, participó también en el Festival Internacional de Cine de Seattle (SIFF) en 2010.

## Sinopsis
Cuenta la historia amorosa de tres jóvenes estudiantes de Bellas Artes, María José, Marcos y Jaime, en la España de los años 80. Una mañana, mientras María José prepara un lienzo para ir a clase, Jaime, uno de los estudiantes, le dibuja un retrato sin que ella se de cuenta. A su lado, se encuentra Marcos, el alumno más talentoso de la promoción, quien admira el talento del dibujo de Jaime. María José, al enterarse del retrato que le estaba haciendo Jaime, espera que se lo regale, pero él decide guardarlo inesperadamente. A partir de ahí, María José, Marcos y Jaime compartirán algo más que pasión por la pintura. Comienza un sorprendente triángulo amoroso en el que el sexo y la pasión son los protagonistas. Todo ello mientras dure su aprendizaje, después, tendrán que enfrentarse al mundo real.

## Reparto
El reparto completo de Castillos de cartón es el siguiente:
- Adriana Ugarte como María José.
- Nilo Mur como Marcos.
- Biel Durán como Jaime.
- Pepa Pedroche como madre de María José.
- Alfonso Torregrosa como padre de María José.
- Cristian Magaloni como Joaquín.
- Álvaro Aguilar como hermano de José.
- Fernando Ripio como Benjamín.
- Isabel Requena como Maribel.
- Diego Braguinsky como profesor de pintura.
- Javier Aguayo como Angulo.
- Sergio Valiente como Miki.
- Patricia Teruel como Sandra.
- Aina Requena como madre de Marcos.

## Música
La música de Castillos de Cartón está dirigida y compuesta por Pascal Gaigne.

### Bandas sonoras
- Amor en frío escrita por Santiago Auserón.
- Groenlandia escrita por Bernardo Bonezzi y producida por Los zombies.
- Ataque preventivo de la URSS escrita por Polanski y el Ardor.

## Producción
El productor encargado de Castillos de cartón es Gerardo Herrero, bajo la dirección de producción de Josean Gómez. El largometraje ha sido producido por empresas españolas al 100%:
- Agrupación de Cine 003, A.I.E., Alicante, España (98%).
- Film Stock Investment S.A., Madrid, España (1%).
- Castafiore Films S.L., Valencia, España (1%).

Castillos de cartón ha sido rodada exclusivamente en España, concretamente en la ciudad de Alicante, durante 37 días, desde el 23 de junio hasta el 13 de agosto de 2008.
En cuanto a su distribución nacional, Castillos de cartón ha sido distribuida en España por la empresa madrileña Alta Classics S.L. Unipersonal. A nivel internacional, Latido Films, la distribuidora de grandes películas como Campeones (película) o Carmen y Lola, ha sido la encargada de distribuir y vender el largometraje fuera del territorio nacional.

### Subvenciones públicas
| SUBVENCIÓN                                          | IMPORTE     |
| --------------------------------------------------- | ----------- |
| Ayudas a la Amortización de Largometrajes - General | 759.542,73€ |
| Ayudas a la Minoración de Intereses - Producción    | 35.000,00€  |

## Lanzamiento y recepción
Castillos de cartón fue estrenada el 30 de octubre de 2009. Aunque su recepción no fue demasiado exitosa, obtuvo un recaudación en taquilla de 118.115,01 euros con un total de 8.771 espectadores y ocho copias.
En cuanto al tipo de público al que se dirige la película, antes de su estreno, el tráiler fue calificado como un contenido no recomendado para menores de 7 años. Finalmente, la resolución final recomienda que no sea vista por menores de 13 años, tanto en España como en el resto de países.

### Críticas de prensa
Las críticas y puntuaciones de la prensa española hacia Castillos de cartón no superan los 7 puntos sobre 10. Algunos de los expertos coinciden en que el director no soluciona los problemas de los personajes. Así lo afirma Salvador Llopart de La Vanguardia: "observas lo bien que planifica y rueda... y, sin embargo, ves como el esfuerzo se le escapa por los descosidos de la historia". Otros expertos se centran en el énfasis de las escenas de sexo y pasión sin foco que las sostenga, como Jordi Costa de El País: "parece haber encontrado su toque personal en una cierta ataraxia, que es, al mismo tiempo, virtud y punto débil".

## Fidelidad con la novela
Aunque en la novela de Castillos de cartón los perfiles de los personajes reflejen características típicas de la Movida madrileña, la autora considera que no es una novela sobre la movida ni tampoco una novela erótica. Sino que se centra en la historia de tres jóvenes que quisieron pegarle un mordisco demasiado grande a la vida.